# 紀元前475年
紀元前475年（きげんぜん475ねん）は、ローマ暦の年である。
当時は、「プブリコラとルティルスが共和政ローマ執政官に就任した年」として知られていた（もしくは、それほど使われてはいないが、ローマ建国紀元279年）。紀年法として西暦（キリスト紀元）がヨーロッパで広く普及した中世時代初期以降、この年は紀元前475年と表記されるのが一般的となった。

## 他の紀年法
- 干支 : 丙寅
- 日本
  - 皇紀186年
  - 孝昭天皇元年
- 中国
  - 周 - 元王2年
  - 秦 - 厲共公2年
  - 晋 - 定公37年
  - 楚 - 恵王14年
  - 斉 - 平公6年
  - 燕 - 孝公23年
  - 趙 - 襄子元年
- 朝鮮
  - 檀紀1859年
- ベトナム :
- 仏滅紀元 : 70年
- ユダヤ暦 : 3286年 - 3287年

## できごと

### ギリシア
- キモンは、アテナイ軍を率いてスキロス島を攻撃し、その島に元々住んでいた人々は、海賊と見なされて追放された。

### 中国
- 元王が周の王となった。
- 斉を中心に廩丘で会盟がおこなわれ、晋に対する攻撃が謀議されたが、鄭が脱落したため、密約は成らなかった。
- 晋の趙無恤が亡父の服喪のために食膳を減らし、呉王夫差のために出兵できない無念のためにさらに減らした。

### 芸術
- ポリュグノトスが製作活動を開始した。

## 死去
- ヘラクレイトス - ギリシアの哲学者（紀元前535年生）